# هاري بورغس (مهندس)
هاري بورغس (بالإنجليزية: Harry Burgess)‏ هو مهندس أمريكي، ولد في 22 فبراير 1872 في ستاركفيل في الولايات المتحدة، وتوفي في 18 مارس 1933 في هت سبرينغز في الولايات المتحدة.